# Julen Madariaga
Julen Kerman Madariaga Agirre (Bilbao, 1932 – 6 de abril de 2021) foi um advogado e político espanhol. Ele foi um dos fundadores da ETA junto com Benito Del Valle e "Txillardegi" e um membro proeminente de Herri Batasuna. Mais tarde ele foi o fundador do partido Aralar e um membro da organização pacifista Elkarri.

## Biografia
Filho de um militante do Partido Basco Nacionalista, ele acompanhou seu pai ao exílio no Chile durante a Guerra Civil Espanhola. Ele retornou a Bilbao em 1942. Após o ensino médio, ele estudou Direito no Reino Unido, fazendo seu doutorado em Cambridge, após o qual ele retornou ao País Basco e embarcou em atividade política nacionalista basco.
Ele foi um dos fundadores do Ekin, uma organização dissidente dos jovens do PNV que formou o embrião do futuro Euskadi Ta Askatasuna (ETA). Este foi criado em 1959 e, três anos depois, Madariaga participou na Bayonne da I Assembly da organização. Ele era desde então um dos membros de seu comitê executivo. Madariaga foi indiciado no julgamento de Burgos e declarado à revelia.
Refugiado no País Basco Francês, obteve a nacionalidade francesa em 1986. Em 1989 a justiça galega condenou-o a quatro anos de prisão por colaborar com a ETA, com a proibição de residir no País Basco francês por dez anos. Madariaga foi libertado da prisão em 1991 e estabeleceu-se em Bilbao, dedicando-se à advocacia. Em 1993 e 1994 ele afirmou que o ETA havia perdido a batalha pela autodeterminação do País Basco e era a favor do abandono das armas.
Em janeiro de 1995 que ele deixou Herri Batasuna por causa da recusa deste treinamento para falar publicamente contra a morte do líder da Partido Popular em Guipúzcoa, Gregorio Ordóñez, nas mãos de ETA.
Em 2001, aderiu aos princípios da Aralar, em seguida, uma interna atual Euskal Herritarrok favorável ao fim da violência e em 2002 se tornaria um partido político independente. Madariaga foi nomeado chefe do seu Comitê de Garantias. Foi candidato desta formação a vice geral de Vizcaya nas eleições locais de maio de 2003 e também apareceu nas listas de candidatos para o Senado nas gerais de 2004 e para o Parlamento Europeu no mesmo ano.
Em relação à processo de paz iniciado pelo Governo de José Luis Rodriguez Zapatero, disse que a ETA deve pedir perdão às vítimas  "Eu disse que todos deveriam pedir perdão e isso não escaparia do ETA. Conflitos sempre têm vários atores e o ETA é mais um. Todos os agressores devem pedir desculpas ».
Madariaga morreu em 6 de abril de 2021, aos 88 anos de idade.